# Shimon bar Kappara
Shimon Bar Kappara (en hebreu: בר קפרא) va ser un rabí jueu de finals del segle II i principis del segle iii, durant el període entre els tanaim i els amoraïm. Va estar actiu a Cesarea de Palestina a la Terra d'Israel, des de l'any 180 fins al 220 després de Crist. El seu nom significa "Fill de Kapparah", el seu pare va ser Eleazar Ha-Kappara. Va ser un dels estudiants del rabí, i un amoraim de la primera generació.
Era un talentós poeta i narrador, i es diu que en el banquet de noces de Simeó, el fill del rabí, va mantenir als convidats entretinguts amb rondalles fins que el seu menjar es va refredar. El Talmud de Jerusalem conté una oració que ell va escriure i que està inclosa en la repetició de la secció 18 de l'acció de gràcies en la Amidà. No obstant això, el seu enginy satíric, li va fer perdre l'oportunitat de ser ordenat.
En el seu temps recomanar l'estudi de l'idioma grec, era comunament rebutjat per ser l'idioma dels pagans. Es diu que va dir als seus deixebles (Gènesis 36:8): "Que les paraules de la Torà siguin dites en l'idioma de Jafet (en grec)." També va encoratjar l'estudi de les ciències naturals, dient: "El que pot calcular els moviments dels solsticis i els planetes, però no ho fa, a ell se li aplica el versicle: "Però ells no miren les obres del Senyor'". (Shabbat 75a) (Isaïes 5.12).
Les paraules de Bar Kappara pel que fa a l'ofrena d'encens (qetoret) són recitades tres vegades al dia pels jueus sefardites, una vegada abans i després de l'oració de Shacharit, i una vegada abans de l'oració de Mincha; dues vegades al dia pels jueus hassídics, una vegada abans de Shacharit, i una vegada abans de Mincha, i una vegada al dia pels jueus asquenazites, abans de l'oració de Shacharit.